# Cámara anecoica

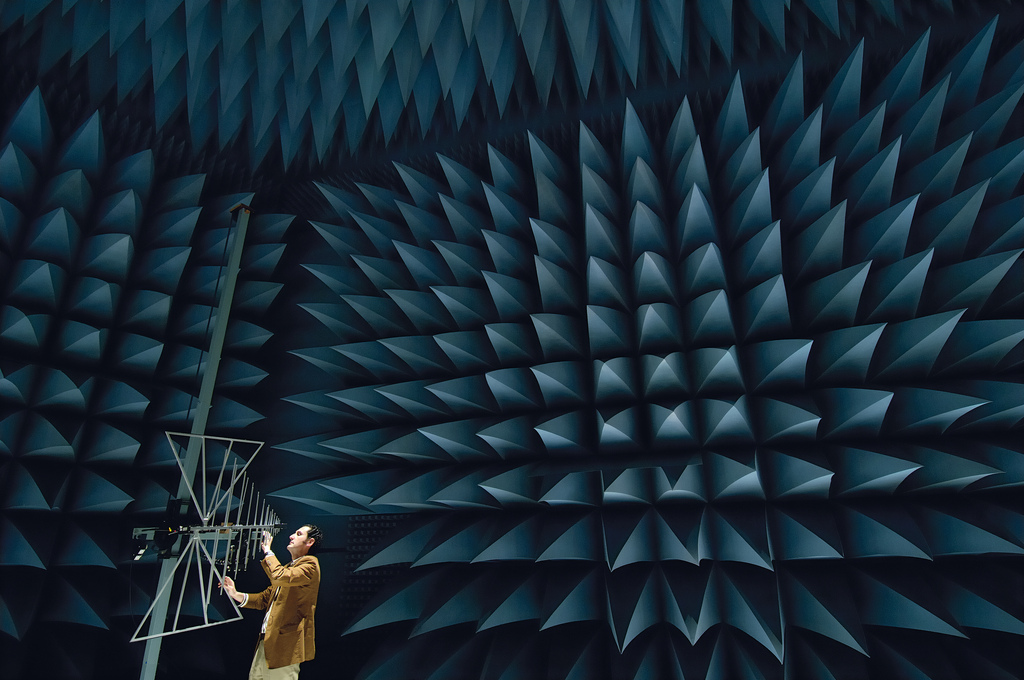
Fotografía de una cámara anecoica en el Instituto Nacional de Técnica Aeroespacial

Una cámara anecoica o anecoide es una sala diseñada para absorber en su totalidad las reflexiones producidas por ondas acústicas o electromagnéticas en cualquiera de las superficies que la conforman (suelo, techo y paredes laterales). A su vez, la cámara se encuentra aislada del exterior de cualquier fuente de ruido o influencia sonora externa. La combinación de estos dos factores implica que la sala emule las condiciones acústicas que se darían en un campo libre, ajeno a cualquier tipo de efecto o influencia de la habitación fruto de dichas reflexiones.
El rango de frecuencias de la cámara anecoica suele ser desde aproximadamente los 200 Hz a los 20 kHz, con una absorción superior al 95 %. Cabe destacar que existen dificultades en las frecuencias más bajas a causa de la respuesta de los materiales absorbentes y de las dimensiones de la cámara.
El sonido es una onda que transmite energía mecánica a través de un medio material como un gas, un líquido o un objeto sólido. De este modo, cuando una onda acústica incide sobre una superficie, la onda es reflejada y/o absorbida por dicha superficie. 
En la naturaleza, este fenómeno se produce en cualquier entorno, salvo en el vacío, donde el sonido no se puede transmitir. En cualquier medio a través del cual se propague el sonido, tienen lugar la reflexión y la absorción. Fruto de la reflexión ocurren diversos fenómenos como la reverberación y el eco.

## Diseño de la cámara anecoica
La sala anecoica está diseñada para reducir, en la medida de lo posible, la reflexión del sonido: las cámaras anecoicas están aisladas del exterior y constan de unas paredes recubiertas con cuñas en forma de pirámide con la base apoyada sobre la pared (entre otras disposiciones), construidas con materiales que absorben el sonido y aumentan la dispersión o difusión del escaso sonido que no es absorbido. Algunos ejemplos de estos materiales son la fibra de vidrio o ciertas espumas.

## Cámaras anecoicas de radiofrecuencia
Además de las cámaras acústicas, las cámaras anecoicas de radiofrecuencia son recintos con un blindaje metálico en sus paredes, emulando una jaula de Faraday. Las cámaras son forradas con material diseñado para la absorción de ondas electromagnéticas (distinto al material empleado para absorber ondas acústicas), a fin de aislar la cámara de cualquier tipo de influencia externa y simular condiciones de espacio libre en su interior. Estas cámaras tienen múltiples aplicaciones en el ámbito de las telecomunicaciones, como la medida de la tasa de absorción específica (SAR, Specific absorption rate) de los terminales móviles, o el diseño y caracterización de elementos radiantes tales como antenas y dipolos.